# Denys Harmasj
Denys Viktorovitsj Harmasj (Oekraïens: Дени́с Ві́кторович Га́рмаш) (Milove, 19 april 1990) is een Oekraïens voetballer die bij voorkeur als middenvelder speelt. Hij staat onder contract bij Dynamo Kiev. Harmasj maakte in 2011 zijn debuut in het Oekraïens nationaal elftal.

## Clubcarrière
Harmasj maakte zijn debuut voor Dynamo Kiev in 2009. Voor 2009 speelde hij twee jaar in het tweede elftal, waar hij negen doelpunten maakte in 55 wedstrijden. Sindsdien speelde Harmasj meer dan honderd competitiewedstrijden voor Kiev, waarmee hij in de seizoenen 2014/15 en 2015/16 de landstitel won.

## Interlandcarrière
Harmasj maakte op 7 oktober 2011 zijn debuut in het Oekraïens voetbalelftal in een vriendschappelijke wedstrijd tegen Bulgarije. Oekraïne won met 3–0, na doelpunten van Andrij Sjevtsjenko, Andriy Yarmolenko en Yevhen Selin. Harmasj speelde op het EK 2012 in eigen land in een van de drie groepswedstrijden. Op 19 mei 2016 werd hij opgenomen in de Oekraïense selectie voor het Europees kampioenschap voetbal 2016 in Frankrijk. Oekraïne werd in de groepsfase uitgeschakeld na nederlagen tegen Duitsland (0–2), Noord-Ierland (0–2) en Polen (0–1).